# Szilikózis-barlang
A Szilikózis-barlang a Duna–Ipoly Nemzeti Parkban található Budai-hegységben, Biatorbágyon lévő egyik barlang.

## Leírás
A Szilikózis-barlang a Biatorbágy külterületén lévő Gesztenyés kőfejtő (Országház kőfejtő) falában, a kőzetréteget teljes szelvényében feltáró hasadékban található. Ez a hasadék majdnem párhuzamos a kőfejtő falával. A hasadékban megrekedt törmelék és egyéb vegyes kitöltés két bejáratot hagyott. Az alsó bejárat szűk (járhatatlan). A felső bejáraton át lehet bejutni a barlangba.
Felső miocén (Tinnyei) mészkőben tektonikus elmozdulás miatt jött létre a hasadékbarlang. Térformája: omladék álfenekekkel tagolt függőleges hasadék. Lejtésviszonyok: lépcsős, függőleges. Jellemző szelvénytípusa: hasadék. A párhuzamos falak közt haladva, egyre mélyebbre ereszkedve egy szélesebb, vízszintesen haladó járatba lehet jutni. Ez a járat az alsó bejárat magasságában húzódik. Itt kb. 10 m után a járat elszűkül, keskeny réssé alakul. A szűk rész után a hasadék tágul, majd omladékban végződik a végponton. Az omladékon keresztül át lehet látni az egyik szomszédos mesterséges vágatba. A vágatban több helyen indulnak fel ismeretlen magasságú hasadékkürtők. A nehezen megközelíthető, engedély nélkül járható barlang barlangjáró alapfelszerelés használatával járható.
1990-ben volt először Szilikózis-barlangnak nevezve a barlang az irodalmában. Azért kapta a barlang ezt a nevet, mert a keresztülhúzó légáram miatt a barlang levegője nagyon száraz. Az aljzathoz vagy a poros falakhoz hozzáérve a legkisebb mozdulatra is finom por kerül a huzatba, ezért pillanatok alatt nehezen lélegezhető lesz a levegő a barlangban.

## Kutatástörténet
Az Acheron Barlangkutató Szakosztály 1990. évi jelentése szerint a szakosztály tagjai 1990 júliusában átvizsgálták a Bolha-hegytől K-re található Gesztenyés kőfejtőt (Biatorbágy). A kőfejtőben lévő Guillotine-barlangtól és a Szinlő-barlangtól kb. 10 m-re, a kőfejtő talpszintjétől 5 m-rel feljebb észrevettek egy kis lyukat. A nyíláshoz nagyon nehéz felmászni. A szűk lyukon átpréselődve egy hasadékba jutottak. Az aránylag kényelmes (1 m széles) folyosóban átmásztak egy omladékhalmon és egy kétszintes járatba kerültek. Az alsó szintet nem sikerült végig bejárniuk egy szűk rész miatt. A felső szint omladékban ér véget. A kövek között jól látható a mesterséges vágat, amelybe becsatlakozik.
A barlangbejárattól traverzálással felmásztak a hasadék tetejébe, ahol ki lehet jutni a felszínre egy lapos nyíláson keresztül. A kb. 30 m hosszú barlangban csak óvatosan lehet haladni, mert az aljzathoz vagy a falakhoz hozzáérve finom por kerül a levegőbe, ezért pillanatok alatt rossz lesz a levegő a barlangban. Emiatt nevezte el a szakosztály a barlangot Szilikózis-barlangnak. A kéziratba bekerült a Gesztenyés kőfejtő térképe. (A térképen jelölve van az É-i irány.) A térképet Szabó Zoltán készítette 1990-ben. A térképen megfigyelhető a Szilikózis-barlang alaprajza és a másik két barlanghoz viszonyított elhelyezkedése is.
2005. március 23-án Szabó Zoltán (Bakart) felmérte a barlangot, majd a felmérés felhasználásával megszerkesztette a Szilikózis-barlang alaprajz térképét (az alaprajz térkép használatához jelölve van az É-i irány a térképlapon) és hossz-szelvény térképét. A barlang 2005-ben készült, az Acheron Barlangkutató Szakosztály 1990. évi jelentésén alapuló nyilvántartólapja szerint a Szilikózis-barlang (4720-as barlangkataszteri terület, Pest megye, Biatorbágy, Budai-hegység) 37 m hosszú, 10 m mély, 2–3 m magas és 25 m vízszintes kiterjedésű. Ezek az adatok részben becsléssel, részben részletes felméréssel lettek megállapítva. A barlang a Biatorbágy külterületén lévő Gesztenyés kőfejtő középső részén található. A két bejáratú barlang mindkét bejárata kőfejtés során tárult fel és a kőfejtő falában nyílik.
Alsó bejárata a kőfejtő talpszintje felett kb. 5 m-re, felső bejárata kb. 10 m-re van. Az alsó bejárat 0,4 m széles, 1 m magas, hasadék alakú és függőleges tengelyirányú. A felső bejárat 2,5 m széles, 0,5 m magas, hasadék alakú és függőleges tengelyirányú. Időszakosan csepegő víz jelenik meg az üregben. Nagyformák: párhuzamos falak, hasadékkürtők. Kisformák: törésfelületek. Befoglaló kőzetanyaghoz kapcsolódó elemek: fosszíliák. Üledékkitöltés morfológiai elemei: omladékkúpok. Törmelékes, helyben keletkezett szervetlen kitöltése: omladék, kőzettörmelék, befoglaló kőzetből kimállott egyéb anyagok. Törmelékes, behordott szervetlen kitöltése: homok. Légáramlás: intenzív, dinamikus. Hőmérséklet: nem mért, ingadozó. Páratartalom: nem mért. CO2-tartalom: nem mért. Radon-aktivitás: nem mért.
Denevérek is előfordulnak a barlangban (guanó, téli állomány). Tematikus feldolgozás: térkép, fénykép, kataszter, leírás, egyéb. Illetékes természetvédelmi hatóság: Duna–Ipoly Nemzeti Park Igazgatóság. Az alsó bejárat nehéz sziklamászással, a felső pedig kötéltechnikai eszközök használatával érhető el. A barlang járhatósága, felszerelésigénye: könnyen, mászással, barlangjáró alapfelszerelés használatával. A védett, engedély nélkül látogatható, lezáratlan barlang alapadatait Szabó Zoltán állapította meg. Kapcsolódó dokumentumok: a Gesztenyés kőfejtő térképvázlata.